# Сердце Америки
«Сердце Америки» (англ. Heart of America) — драматический фильм 2002 года режиссёра Уве Болла, повествующий о вымышленном случае стрельбы в школе. В России фильм не рекомендуется лицам младше 16 лет.

## Сюжет
Действие фильма происходит в городке Ривертон (США) в последний учебный день перед началом летних каникул. Показываются жизни двух школьных изгоев (Дэниэл и Барри), долгое время терпевших унижения в школе и за её пределами, а также истории учителей и других учащихся этой школы (беременной школьницы и её парня, наркоманки Дары, дочери директора школы Карен и её парня — футболиста Томми). Но для многих из них последний день учёбы станет последним днём жизни, так как Дэниэл и Барри, а также примкнувшая к ним Дара, решают устроить в школе стрельбу.
Во время урока Дэниел сначала убивает одного из задир — Пола — в туалете. После чего расстреливает ещё двух обидчиков в школьном коридоре, а также случайно убивает парня беременной девушки. В это время Дара, зайдя в класс, стреляет в учителя литературы и Карэн. Лишь после этого её удаётся остановить однокласснику Донни.
Параллельно показано, что Барри решил не участвовать в процессе, посчитав, что есть другие способы «заявить о себе». Тогда происходит ещё 1 выстрел (предположительно самоубийство Дэниэла).
Фильм заканчивается выпуском новостей, которые сообщают о гибели 7 человек, включая Дэниела, и задержании Дары. После чего голос за кадром сообщает о схожих нападениях в школах Америки.

## В ролях
| Актёр                | Роль                         |
| -------------------- | ---------------------------- |
| Юрген Прохнов        | директор школы Гарольд Льюис |
| Майкл Паре           | Уилл Прэт                    |
| Патрик Малдун        | Райан Кирклэнд               |
| Кетт Тортон          | Дэниел Лайан                 |
| Элизабет Мосс        | Робин Уолтерс                |
| Мария Кончита Алонсо | миссис Джонс                 |
| Клинт Ховард         | Арти Лайан, отец Дэниела     |
| Брендан Флетчер      | Рикки Херман                 |
| Локлин Манро         | репортер                     |
| Маив Куинлэн         | Бекки Шультц                 |
| Элизабет Розен       | Дара                         |
| Уилл Сандерсон       | Фрэнк Херман                 |
| Дж. Майкл Грэй       | Уэкс Пресли                  |
| Кевин Манди          | Томми Бруно                  |
| Мэттью МакКоулл      | Донни                        |

## Выход фильма
- 5 сентября 2002 года — премьера в Германии на Международном кинофестивале в Ольденбурге.
- 13 февраля 2003 года — выход фильма в США.
- 17 мая 2003 года — показ фильма во Франции на Каннском кинофестивале.
- 11 сентября 2003 года — выход фильма на DVD в Германии.
- 15 июня 2005 года — выход фильма на видео в Венгрии.
- 29 сентября 2007 года — показ фильма в Канаде на Международном кинофестивале в Эдмонтоне.

## Производство
Фильм снимался в Ванкувере (Канада).